# Флегмона Реклю
Флегмона Реклю (англ. phlegmon Reclus, дерев'яниста флегмона, хронічна дерев'яниста флегмона) — різновид флегмони, що виникає як результат інфікування слабковірулентними мікроорганізмами дна рота та ротоглотки. Характерне виникнення безболісного чи малоболісного щільного («твердого, як дошка» звідки назва дерев'яниста флегмона) інфільтрату м'яких тканин шиї. При розрізі визначаються драглисті тканини і незначна кількість темного ексудату. Спостерігається в літніх та ослаблених людей.

## Клініка
Флегмона Реклю характеризується:
1. повільним перебігом запального процесу в міжм'язевих та підшкірних сполучних тканинах
2. підвищеною температурою
3. утворенняим інфільтратів м'яких тканин дна ротової порожнини з подальшим поширенням на шию

Спершу уражується частина шиї дерев'янистим малоболючим інфільтратом. Потім процес прогресує і захоплює усю шию. Коли запальний процес захоплює шкіру вона зливається з глибшими тканинами, стає гіперемованою (наповненою кров'ю) та ціанотичною (синюшною). Від здорових тканин інфільтрат відмежовується виступаючим валиком. За кілька тижнів чи місяців окремі ділянки інфільтрату м'якшають, утворюючи неболючі абсцеси. В області інфільтрату відмічається відчуття розпирання, тиску, ваги. Поширення інфільтрату супроводжується болючим набряком гортані, ускладненням дихання та ковтання.